# Jürgen Trumpf
Jürgen Trumpf (n. 8 iulie 1931, Düsseldorf, Germania – d. 13 mai 2023, Bonn, Germania) a fost un diplomat și om politic german. A fost numit secretar general al Consiliului Uniunii Europene și a ocupat funcția de la 1 septembrie 1994 până la 17 octombrie 1999.
Când Tratatul de la Amsterdam a intrat în vigoare, el a devenit pentru scurt timp primul Înalt Reprezentant pentru politica externă și de securitate comună, dar o lună mai târziu a făcut loc lui Javier Solana la Summitul european de la Köln.
Trumpf a murit pe 13 mai 2023, la vârsta de 91 de ani.